# Maria Doyle Kennedy

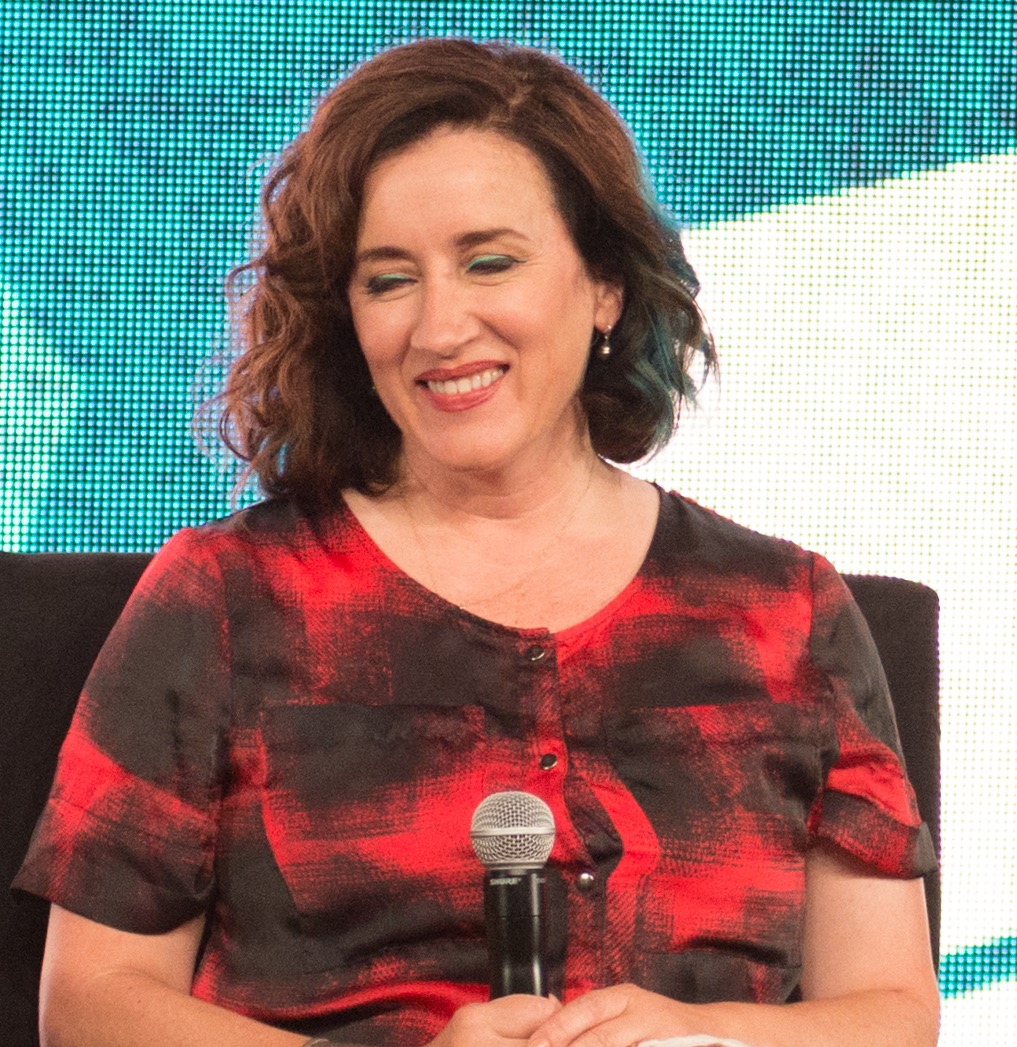
Maria Doyle Kennedy (2014)

Maria Josephine Doyle Kennedy (* 25. September 1964 in Clontarf bei Dublin als Maria Josephine Doyle) ist eine irische Schauspielerin und Sängerin.

## Leben
Doyle Kennedy debütierte als Schauspielerin in der Musikkomödie Die Commitments aus dem Jahr 1991. In der Komödie Heirat nicht ausgeschlossen (1997) war sie an der Seite von Janeane Garofalo zu sehen. In der Komödie Mystics – Gangster, Geister und ihr Meister (2002) spielte sie eine der Hauptrollen und wurde im Jahr 2003 für den IFTA Award nominiert. In der Fernsehserie Die Tudors verkörperte Doyle ab dem Jahr 2007 die Katharina von Aragón. Diese Rolle brachte ihr im Jahr 2008 den IFTA Award. In der Serie Orphan Black übernahm sie eine wiederkehrende Rolle als Mrs. S. Im Oktober 2017 wurde offiziell bestätigt, dass sie in der vierten Staffel der Fernsehserie Outlander die Rolle der Tante Jocasta übernehmen wird.
Als Sängerin trat Doyle Kennedy zeitweise mit der Musikgruppe Black Velvet Band auf. Im September 2001 veröffentlichte sie ihr Soloalbum Charm. Im Jahr 2004 folgte ihr Album Skullcover und im Jahr 2007 Mütter, dessen Produktion vier Jahre in Anspruch nahm.
Maria Doyle Kennedy ist seit dem Jahr 1988 mit Kieran Kennedy verheiratet. Zusammen haben die beiden vier Söhne, die zwischen 1985 und 2008 geboren wurden. Einer der Söhne wurde mit dem Down-Syndrom geboren.

## Filmografie (Auswahl)
- 1991: Die Commitments (The Commitments)
- 1995: Grenzenloser Haß (Nothing Personal)
- 1996: Moll Flanders
- 1997: Heirat nicht ausgeschlossen (The MatchMaker)
- 1998: Der General (The General)
- 1999: I Could Read the Sky
- 1999: Gregory’s Two Girls
- 1999: Miss Julie
- 2001: J.J. Biker
- 2002: Mystics – Gangster, Geister und ihr Meister (Mystics)
- 2005: Ein Haus in Irland (Tara Road)
- 2007–2008: Die Tudors (The Tudors, Fernsehserie, 17 Folgen)
- 2010: Dexter (Fernsehserie, 8 Folgen)
- 2011: Downton Abbey (Fernsehserie, 3 Folgen)
- 2011: Albert Nobbs
- 2012: Titanic (Miniserie)
- 2012: Byzantium
- 2013: Eliza Lynch: Queen of Paraguay
- 2013–2017: Orphan Black (Fernsehserie, 40 Folgen)
- 2015: Jupiter Ascending
- 2015: Call the Midwife – Ruf des Lebens (Call the Midwife, Fernsehserie, Folge 4x06)
- 2016: Sing Street
- 2016: Conjuring 2 (The Conjuring 2)
- seit 2018: Outlander (Fernsehserie)
- 2020: Wolfwalkers (Stimme)
- 2021: Das Rad der Zeit (The Wheel of Time, Fernsehserie, 3 Folgen)